# Ширяев, Фёдор Захарович
Фёдор Захарович Ширяев (1912—1990) — советский инженер-строитель. Лауреат Государственной премии СССР (1970), Заслуженный строитель РСФСР (1976).

## Биография
Родился 12 мая 1912 году в селе Слобода (ныне посёлок Пржевальское Демидовского района Смоленской области). В 1935 году окончил Ленинградский институт инженеров гражданского воздушного флота по специальности инженер-строитель надземных сооружений. В 1936—1937 годах работал на строительстве аэродромных сооружений. С 1937 года — в проектных организациях. В 1940 году вступил в КПСС. Занимал должности заместителя главного инженера ГСПИ Народного комиссариата боеприпасов СССР и главного инженера. С 1948 по 1986 год — директор Государственного строительно-проектного института (ГСПИ). Под его руководством велось гражданское и промышленное строительство в городе Глазове.
Член Союза архитекторов СССР с 1960 года. Председатель Архсовета ГСПИ. Депутат Моссовета (1969—1973). Член бюро Сокольнического райкома КПСС города Москвы с 1971 года.
Умер в Москве в 1990 году. Похоронен на Кунцевском кладбище Москвы.

## Награды и звания
- Государственная премия СССР (1970) — за проектирование и создание инженерного комплекса Серпуховского протонного синхротрона ИФВЭ, включающего электромагниты, вакуумную систему, системы радиоэлектроники и специальные инженерные сооружения[3] (в составе коллектива)
- Заслуженный строитель РСФСР (1976)[1]
- Почётный гражданин города Глазова (1998) — за большой вклад в развитие промышленного и гражданского строительства[2]